# Ponce de León Hotel

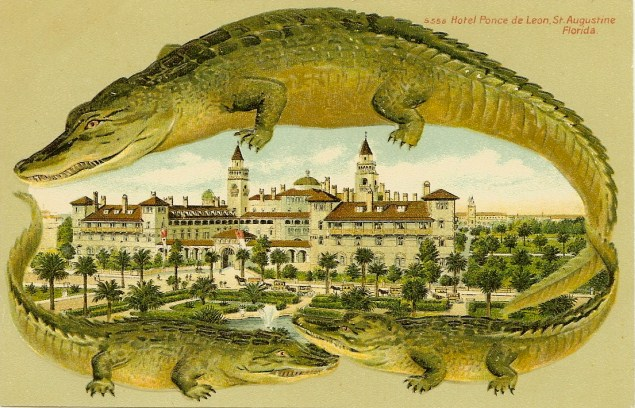
Carte postale de l'hôtel vers 1909

Le Ponce de León Hotel est un ancien hôtel construit à Saint Augustine aux États-Unis. Il fait partie du Flagler College depuis 1967.

## Histoire
Il fut construit entre 1885 et 1887 et imaginé par les architectes John Carrère et Thomas Hastings. L'hôtel avait été commandé par Henry Flagler, un homme d'affaires actif dans l'immobilier et le transport ferroviaire. Cet hôtel fut le seul de l'homme d'affaires à survivre à la Grande Dépression. L'hôtel a ensuite été intégré au Flagler College.
Henry Flagler achète le terrain en 1885. Les travaux de construction démarrent la même année. Le bâtiment est complètement électrifié en 1887 par la Edison Electric Company, puis est inauguré le 12 janvier 1888. Le mois suivant, le président américain Grover Cleveland et sa femme y séjournent. Au début du XXème siècle, des artistes tels que Samuel Clemens, Stephen Vincent Benet, Edna Ferber, John Dos Passos, Ernest Hemingway, Henry James, Sinclair Lewis, Somerset Maugham et Thornton Wilder séjournent dans l'hôtel.
Pendant la Seconde Guerre mondiale, l'hôtel sert de première base de réservistes à la United States Coast Guard. En 1957, l'American Institute of Architects reconnaît l'édifice comme étant l'un des 100 plus importants du pays. Le président Lyndon B. Johnson séjourne dans l'hôtel lors des 400 ans de Saint Augustine. Le gala de fermeture définitive de l'hôtel a lieu le 5 avril 1967.
L'hôtel, le premier bâtiment important à avoir été entièrement construit à base de béton coulé, fut vendu au collège universitaire en 1967. Il fut ajouté au Registre national des lieux historiques en 1975 et devint un National Historic Landmark le 21 février 2006,,.

## Dans la culture populaire
L'hôtel est le décor de deux épisodes de la série télévisée Route 66 (1964).